# Janine Méary
« Méary » redirige ici. Pour l’article homophone, voir Méhari.
Janine Méary, née Jeannine Frappier le 18 mars 1918 à Paris où elle est morte le 26 décembre 2008, est une latiniste et enseignante française.

## Biographie
Après une enfance en Indochine, où travaillait son père, Janine Frappier étudie en khâgne au lycée Henri-IV, à Paris, et intègre à sa troisième tentative l'École normale supérieure en 1938, année où est votée l'interdiction aux femmes du concours après la session 1939. Elle choisit Ulm, considérant que l'École normale de Sèvres est « une caserne pour jeunes filles ». 
Lauréate de l'agrégation féminine de lettres en 1941, elle enseigne dans le secondaire à Reims durant deux ans puis au lycée Lamartine à Paris avant de rejoindre à Saint-Gaudens son époux depuis 1942, Jean, lui aussi normalien. De retour à Paris, elle enseigne dans plusieurs lycées avant de finir sa carrière comme professeure de latin en khâgne au lycée Fénelon.
Elle est l'autrice d'un guide de la dissertation de français au baccalauréat, et d'un livre scolaire, 40 thèmes latins.